# Театральные жанры
Жанры театрального искусства — различные по форме и содержанию виды сценического исполнения, которые во многом совпадают с литературными жанрами.
Жанры театрального искусства:
Водевиль — вид комедии положений с песнями-куплетами и танцами. Возник во Франции; с начала XIX века получил общеевропейское распространение. Лучшим произведениям в этом жанре присущи задорное веселье, злободневное отображение действительности.
Драма — один из ведущих жанров драматургии, начиная с эпохи Просвещения, в котором изображается мир реального человека в его остроконфликтных, но не безысходных отношениях с обществом или собой. В XX веке драма отличалась серьёзным содержанием, отражала различные аспекты жизни человека и общества, исследовала человеческую психологию.
Комедия — вид драмы, в котором действие и характеры трактованы в формах комического. Как и трагедия, родилась в Древней Греции из обрядов, сопровождавших шествия в честь бога Диониса. Комедия, трезво исследуя человеческую природу, высмеивала пороки и заблуждения людей.
Мелодрама — пьеса с острой интригой, преувеличенной эмоциональностью, резким противопоставлением добра и зла, морально-поучительной тенденцией. Возникла в конце XVII века во Франции, в России — в 20-е годы XIX века.
Мим — комедийный жанр в античном народном театре, короткие импровизационные сценки сатирического и развлекательного характера.
Мистерия — жанр средневекового западноевропейского религиозного театра. Мистерии представлялись на площадях городов. Религиозные сцены в них чередовались с интермедиями.
Монодрама — драматическое произведение, исполняемое одним актёром.
Моралите — жанр западноевропейского театра XV—XVI веков; назидательная аллегорическая драма, персонажи которой олицетворяли различные добродетели и пороки.
Мюзикл — музыкально-сценическое произведение, главным образом комедийного характера, в котором используются средства эстрадной и бытовой музыки, драматического, хореографического и оперного искусств, жанр сформировался в США в конце XIX века.
Пародия — жанр в театре, на эстраде, сознательная имитация в сатирических, иронических и юмористических целях индивидуальной манеры, стиля, стереотипов речи и поведения.
Пастораль — опера, пантомима или балет, сюжет которых связан с идеализированным изображением пастушеской жизни.
Соти — комедийно-сатирический жанр французского театра XV—XVII веков; разновидность фарса.
Трагедия (в переводе с греческого — «песнь козлов») — вид драмы, проникнутый пафосом трагического. Основу трагедии составляют острые общественные конфликты, коренные проблемы бытия, столкновения личности с судьбой и обществом. Трагическая коллизия обычно разрешается гибелью героя.
Трагикомедия — драматическое произведение, обладающее признаками как комедии, так и трагедии. В основе её лежит ощущение относительности существующих критериев жизни; одно и то же явление драматург видит и в комическом, и в трагическом освещении. Наиболее характерна для XX—XXI веков.
Фарс
- 1) вид средневекового западноевропейского народного театра, существовавший в XIV—XVI веках. Близок немецкому фастнахтшпилю, итальянской комедии дель арте и другим;
- 2) в театре XIX—XX веков комедия-водевиль лёгкого содержания с чисто внешними комическими приемами.

Феерия — жанр театральных спектаклей, в которых для фантастических сцен применяются постановочные эффекты. Возник в Италии в XVII веке.
Флиаки — народные театральные представления в Древней Греции, особенно распространённые в III—IV веках до н.э. в греческих колониях: короткие импровизационные шутки-сценки из повседневной жизни о весёлых похождениях богов и героев.